# Маттлер, Этьенн
Этье́нн Маттле́р (фр. Étienne Mattler, произносится [etjɛn matlɛʁ]; 25 декабря 1905, Бельфор — 23 марта 1986, Сошо, Франция) — французский футболист, центральный защитник, участник трёх довоенных чемпионатов мира: 1930, 1934 и 1938 годов.

## Биография
Этьенн Маттлер был родом из многодетной семьи. Начинал заниматься велоспортом, однако оставил занятия после смерти брата, погибшего в одной из гонок.

## Карьера

### Клубная
Переключившись на футбол, в 16 лет Маттлер был принят в юношескую команду клуба «Бельфор». Там он выступал до 1927 года вместе с Андре Машино, будущим партнёром по сборной Франции. С 1927 по 1929 гг. Маттлер выступал за «Труа», а затем перешёл в «Сошо», где продолжал играть на протяжении 18 лет, до конца карьеры игрока. В составе «Сошо» Маттлер дважды выигрывал чемпионат Франции, по разу – Кубок Пежо и Кубок Франции.

### В сборной
За сборную Этьенн провёл 46 игр (14 раз выводил команду на поле в качестве капитана), выполняя в ней, как и в клубе, функции центрального защитника. Был участником чемпионата мира 1930 года, а также последовавших за ним ещё двух мировых чемпионатов: 1934 и 1938 годов.
22 января 1939 года в матче против сборной Польши (4:0) Маттлер установил рекорд по количеству сыгранных матчей за сборную (42), обойдя Жюля Девакеза и Эдмона Дельфура. Этот рекорд был побит в 1955 году Роже Маршем.
| Матчи и голы Этьенна Маттлера за сборную Франции | Матчи и голы Этьенна Маттлера за сборную Франции | Матчи и голы Этьенна Маттлера за сборную Франции | Матчи и голы Этьенна Маттлера за сборную Франции | Матчи и голы Этьенна Маттлера за сборную Франции | Матчи и голы Этьенна Маттлера за сборную Франции | Матчи и голы Этьенна Маттлера за сборную Франции |
| ------------------------------------------------ | ------------------------------------------------ | ------------------------------------------------ | ------------------------------------------------ | ------------------------------------------------ | ------------------------------------------------ | ------------------------------------------------ |
| №                                                | Дата                                             | Место проведения                                 | Соперник                                         | Счёт                                             | Голы                                             | Турнир                                           |
| 1                                                | 25 мая 1930                                      | Льеж, Бельгия                                    | Бельгия                                          | 2:1                                              | -                                                | Товарищеский матч                                |
| 2                                                | 13 июля 1930                                     | Монтевидео, Уругвай                              | Мексика                                          | 4:1                                              | -                                                | Чемпионат мира 1930                              |
| 3                                                | 15 июля 1930                                     | Монтевидео, Уругвай                              | Аргентина                                        | 0:1                                              | -                                                | Чемпионат мира 1930                              |
| 4                                                | 19 июля 1930                                     | Монтевидео, Уругвай                              | Чили                                             | 0:1                                              | -                                                | Чемпионат мира 1930                              |
| 5                                                | 7 декабря 1930                                   | Париж, Франция                                   | Бельгия                                          | 2:2                                              | -                                                | Товарищеский матч                                |
| 6                                                | 25 января 1931                                   | Болонья, Италия                                  | Италия                                           | 0:5                                              | -                                                | Товарищеский матч                                |
| 7                                                | 15 февраля 1931                                  | Париж, Франция                                   | Чехословакия                                     | 1:2                                              | -                                                | Товарищеский матч                                |
| 8                                                | 15 марта 1931                                    | Париж, Франция                                   | Германия                                         | 1:0                                              | -                                                | Товарищеский матч                                |
| 9                                                | 14 мая 1931                                      | Париж, Франция                                   | Англия                                           | 5:2                                              | -                                                | Товарищеский матч                                |
| 10                                               | 29 ноября 1931                                   | Париж, Франция                                   | Нидерланды                                       | 3:4                                              | -                                                | Товарищеский матч                                |
| 11                                               | 19 марта 1933                                    | Берлин, Германия                                 | Германия                                         | 3:3                                              | -                                                | Товарищеский матч                                |
| 12                                               | 26 марта 1933                                    | Париж, Франция                                   | Бельгия                                          | 3:0                                              | -                                                | Товарищеский матч                                |
| 13                                               | 23 апреля 1933                                   | Париж, Франция                                   | Испания                                          | 1:0                                              | -                                                | Товарищеский матч                                |
| 14                                               | 25 мая 1933                                      | Париж, Франция                                   | Уэльс                                            | 1:1                                              | -                                                | Товарищеский матч                                |
| 15                                               | 10 июня 1933                                     | Прага, Чехословакия                              | Чехословакия                                     | 0:4                                              | -                                                | Товарищеский матч                                |
| 16                                               | 6 декабря 1933                                   | Лондон, Англия                                   | Англия                                           | 1:4                                              | -                                                | Товарищеский матч                                |
| 17                                               | 21 января 1934                                   | Брюссель, Бельгия                                | Бельгия                                          | 3:2                                              | -                                                | Товарищеский матч                                |
| 18                                               | 11 марта 1934                                    | Париж, Франция                                   | Швейцария                                        | 0:1                                              | -                                                | Товарищеский матч                                |
| 19                                               | 25 марта 1934                                    | Париж, Франция                                   | Чехословакия                                     | 1:2                                              | -                                                | Товарищеский матч                                |
| 20                                               | 15 апреля 1934                                   | Люксембург, Люксембург                           | Люксембург                                       | 6:1                                              | -                                                | Отбор к ЧМ-1934                                  |
| 21                                               | 10 мая 1934                                      | Амстердам, Нидерланды                            | Нидерланды                                       | 5:4                                              | -                                                | Товарищеский матч                                |
| 22                                               | 27 мая 1934                                      | Турин, Италия                                    | Австрия                                          | 2:3                                              | -                                                | Чемпионат мира 1934                              |
| 23                                               | 16 декабря 1934                                  | Париж, Франция                                   | Югославия                                        | 3:2                                              | -                                                | Товарищеский матч                                |
| 24                                               | 24 января 1935                                   | Мадрид, Испания                                  | Испания                                          | 0:2                                              | -                                                | Товарищеский матч                                |
| 25                                               | 17 февраля 1935                                  | Рим, Италия                                      | Италия                                           | 1:2                                              | -                                                | Товарищеский матч                                |
| 26                                               | 17 марта 1935                                    | Париж, Франция                                   | Германия                                         | 1:3                                              | -                                                | Товарищеский матч                                |
| 27                                               | 14 апреля 1935                                   | Брюссель, Бельгия                                | Бельгия                                          | 1:1                                              | -                                                | Товарищеский матч                                |
| 28                                               | 19 мая 1935                                      | Париж, Франция                                   | Венгрия                                          | 2:0                                              | -                                                | Товарищеский матч                                |
| 29                                               | 27 октября 1934                                  | Женева, Швейцария                                | Швейцария                                        | 1:2                                              | -                                                | Товарищеский матч                                |
| 30                                               | 10 ноября 1935                                   | Париж, Франция                                   | Швеция                                           | 2:0                                              | -                                                | Товарищеский матч                                |
| 31                                               | 12 января 1936                                   | Париж, Франция                                   | Нидерланды                                       | 1:6                                              | -                                                | Товарищеский матч                                |
| 32                                               | 9 февраля 1936                                   | Париж, Франция                                   | Чехословакия                                     | 0:3                                              | -                                                | Товарищеский матч                                |
| 33                                               | 10 октября 1937                                  | Париж, Франция                                   | Швейцария                                        | 2:1                                              | -                                                | Товарищеский матч                                |
| 34                                               | 31 октября 1937                                  | Амстердам, Нидерланды                            | Нидерланды                                       | 3:2                                              | -                                                | Товарищеский матч                                |
| 35                                               | 5 декабря 1937                                   | Париж, Франция                                   | Италия                                           | 0:0                                              | -                                                | Товарищеский матч                                |
| 36                                               | 30 января 1938                                   | Париж, Франция                                   | Бельгия                                          | 5:3                                              | -                                                | Товарищеский матч                                |
| 37                                               | 24 марта 1938                                    | Париж, Франция                                   | Болгария                                         | 6:1                                              | -                                                | Товарищеский матч                                |
| 38                                               | 26 мая 1938                                      | Париж, Франция                                   | Англия                                           | 2:4                                              | -                                                | Товарищеский матч                                |
| 39                                               | 5 июня 1938                                      | Париж, Франция                                   | Бельгия                                          | 3:1                                              | -                                                | Чемпионат мира 1938                              |
| 40                                               | 12 июня 1938                                     | Париж, Франция                                   | Италия                                           | 1:3                                              | -                                                | Чемпионат мира 1938                              |
| 41                                               | 4 декабря 1938                                   | Неаполь, Италия                                  | Италия                                           | 0:1                                              | -                                                | Товарищеский матч                                |
| 42                                               | 22 января 1939                                   | Париж, Франция                                   | Польша                                           | 4:0                                              | -                                                | Товарищеский матч                                |
| 43                                               | 16 марта 1939                                    | Париж, Франция                                   | Венгрия                                          | 2:2                                              | -                                                | Товарищеский матч                                |
| 44                                               | 18 мая 1939                                      | Брюссель, Бельгия                                | Бельгия                                          | 3:1                                              | -                                                | Товарищеский матч                                |
| 45                                               | 21 мая 1939                                      | Париж, Франция                                   | Уэльс                                            | 2:1                                              | -                                                | Товарищеский матч                                |
| 46                                               | 28 января 1940                                   | Париж, Франция                                   | Португалия                                       | 3:2                                              | -                                                | Товарищеский матч                                |

Итого: 46 матчей / 0 голов; 21 победа, 6 ничьих, 19 поражений.

### Тренерская
Работал тренером в клубах «Сошо» и «Тийо» до 1949 года.

## Достижения

### Командные
«Сошо»
- Чемпион Франции: 1935, 1938
- Серебряный призёр чемпионата Франции: 1937
- Обладатель Кубка Франции: 1937
- Обладатель Кубка Пежо[фр.]: 1931